# Accordo di Centro
Accordo di Centro (in polacco: Porozumienie Centrum - PC) fu un partito politico polacco di orientamento centrista e cristiano-democratico fondato nel 1990 sulle istanze del movimento sindacale Solidarność.
Guidato da Jarosław Kaczyński, il PC si opponeva al socialismo ed era apertamente anti-comunista.
In occasione delle elezioni parlamentari del 1991 fu parte dell'Alleanza del Centro Civico, nelle cui liste fu eletto, tra gli altri, Lech Kaczyński, fratello del leader del PC.
Alle parlamentari del 1993 non ottenne alcuna rappresentanza parlamentare, mentre, in occasione delle successive parlamentari del 1997, si presentò all'interno di Azione Elettorale Solidarność (AWS), ottenendo 14 seggi.
Nel 1999 una componente del PC si fuse col Partito dei Democratici Cristiani e col Movimento per il Bene Comune (Ruch dla Rzeczypospolitej) costituendo l'Accordo dei Democratici Cristiani Polacchi (Porozumienie Polskich Chrześcijańskich Demokratów), anch'esso parte integrante di AWS e fusosi, nel 2002, col Partito Conservatore-Popolare.
Il PC proseguì la propria attività politica, ma nel 2001 Lech e Jarosław Kaczyński fondarono un nuovo partito, Diritto e Giustizia (PiS). Il PC si presentò nelle liste del PiS per le elezioni parlamentari del 2001; si dissolse nel 2002 e fu liquidato nel 2007, lasciando un debito di 700.000 złote a carico del Tesoro.

## Leader (1993)
- Jarosław Kaczyński, Varsavia,
- Jan Parys, Varsavia,
- Tomasz Jackowski, Varsavia II,
- Lech Kaczyński, Nowy Sącz,
- Wojciech Ziembiński, Varsavia,
- Krzysztof Tchórzewski, Siedlce,
- Teresa Liszcz, Lublino,
- Edmund Krasowski, Danzica,
- Adam Glapiński, Olsztyn,
- Antoni Tokarczuk, Bydgoszcz,
- Adam Lipiński, Breslavia,
- Ludwik Dorn, Łódź.

## Risultati elettorali
| Elezione          | Elezione | Voti    | %      | Seggi    |
| ----------------- | -------- | ------- | ------ | -------- |
| Parlamentari 1991 | Sejm     | 977.344 | 8,71   | 40 / 460 |
| Parlamentari 1993 | Sejm     | 609.973 | 4,22   | 0 / 460  |
| Parlamentari 1997 | Sejm     | In AWS  | In AWS | 14 / 460 |
| 1.                |          |         |        |          |